# 핵분열 생성물

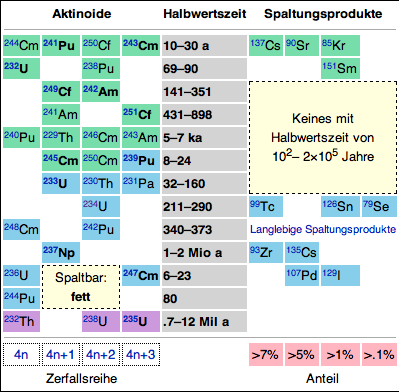

핵분열 생성물(核分裂生成物)은 큰 방사성 원자가 핵분열후 남기는 물질이다. 우라늄 같은 핵연료가 2개의 작은 방사능 물질로 분열하면서 열의 형태로 에너지를 생산하고, 감마선과 중성자를 방출한다.

## 원자로
원자로를 오랜 시간 운전하면 핵분열 생성물이 핵연료 내에 축척되게 된다. 핵분열 생성물은 화학적으로 4종류로 금속 석출물, 산화물 석출물, 불용성 기체, 그리고 고용성 핵분열 생성물로 구분된다. 이 핵분열 생성물은 핵연료의 연소중 거동에 영향을 준다.
핵분열 생성물 중 크립톤, 제논 등은 기체이기 때문에 연료가 파손될 경우나 재처리 공정에서 대기중으로 달아나 원자력 시설 환경 문제에 큰 영향을 끼치거나, 정상 핵 연료봉의 압력을 증가시켜 안정성을 떨어뜨리기도 한다. 특히 헬륨으로 가득차 있는 핵 연료봉 내부의 열전도율을 떨어뜨려 내부 온도를 증가시킨다. 온도가 상승하면 핵 분열 기체 방출이 더욱 촉진되고 이 악순환이 계속된다.